# Goodia medicaginea
Goodia medicaginea är en ärtväxtart som beskrevs av Ferdinand von Mueller. Goodia medicaginea ingår i släktet Goodia och familjen ärtväxter. Inga underarter finns listade i Catalogue of Life.